# امانوئل ریس
امانوئل ریس (اسپانیایی: Enmanuel Reyes‎؛ زادهٔ ۱۴ دسامبر ۱۹۹۲) بوکسور کوبایی‌تبار اهل اسپانیا است.
وی در مسابقات کشوری و بین‌المللی در مجموع برندهٔ ۱ مدال برنز شده‌است.